# Lietukka (sjö i Outokumpu, Norra Karelen)
Lietukka är en sjö i kommunen Outokumpu i landskapet Norra Karelen i Finland. Sjön ligger 118,8 meter över havet. Den är 26 meter djup. Arean är 1,63 kvadratkilometer och strandlinjen är 11,98 kilometer lång. Sjön  ingår i Vuoksens huvudavrinningsområde.   Den ligger omkring 47 kilometer väster om Joensuu och omkring 350 kilometer nordöst om Helsingfors. 
I sjön finns öarna Häikkä, Lehtosaari, Koirasaari och Kotasaari. 